# Ravna Rijeka
Ravna Rijeka este un sat din comuna Bijelo Polje, Muntenegru. Conform datelor de la recensământul din 2003, localitatea are 848 de locuitori (la recensământul din 1991 erau 726 de locuitori).

## Demografie
În satul Ravna Rijeka locuiesc 593 de persoane adulte, iar vârsta medie a populației este de 33,3 de ani (31,5 la bărbați și 35,1 la femei). În localitate sunt 218 gospodării, iar numărul mediu de membri în gospodărie este de 3,88.
Această localitate este populată majoritar de sârbi (conform recensământului din 2003).
|  |

| Demografie | Demografie | Demografie |
| An         | Locuitori  | Locuitori  |
| ---------- | ---------- | ---------- |
|            |            |            |
|            |            |            |
|            |            |            |
|            |            |            |
| 1948       | 547        |            |
| 1953       | 591        |            |
| 1961       | 674        |            |
| 1971       | 791        |            |
| 1981       | 643        |            |
| 1991       | 726        | 721        |
| 2003       | 862        | 848        |

| \| Componența etnică conform recensământului din 2003[2] \| Componența etnică conform recensământului din 2003[2] \| Componența etnică conform recensământului din 2003[2] \| Componența etnică conform recensământului din 2003[2] \| Componența etnică conform recensământului din 2003[2] \| \| ----------------------------------------------------- \| ----------------------------------------------------- \| ----------------------------------------------------- \| ----------------------------------------------------- \| ----------------------------------------------------- \| \| \| \| \| \| \| \| Sârbi \| Sârbi \| \| 569 \| 67,09% \| \| Muntenegreni \| Muntenegreni \| \| 193 \| 22,75% \| \| Musulmani \| Musulmani \| \| 36 \| 4,24% \| \| Bosniaci \| Bosniaci \| \| 16 \| 1,88% \| \| Croați \| Croați \| \| 4 \| 0,47% \| \| necunoscută \| necunoscută \| \| 9 \| 1,06% \| |              |  |     |        |
| Componența etnică conform recensământului din 2003 |              |  |     |        |
| |              |  |     |        |
| Sârbi | Sârbi        |  | 569 | 67,09% |
| Muntenegreni | Muntenegreni |  | 193 | 22,75% |
| Musulmani | Musulmani    |  | 36  | 4,24%  |
| Bosniaci | Bosniaci     |  | 16  | 1,88%  |
| Croați | Croați       |  | 4   | 0,47%  |
| necunoscută | necunoscută  |  | 9   | 1,06%  |